# Oberea puncticollis
Oberea puncticollis är en skalbaggsart som beskrevs av Stefan von Breuning 1962. Oberea puncticollis ingår i släktet Oberea och familjen långhorningar.
Artens utbredningsområde är Filippinerna. Inga underarter finns listade i Catalogue of Life.